# Lacinipolia renigera
Lacinipolia renigera är en fjärilsart som beskrevs av Stephens 1829. Lacinipolia renigera ingår i släktet Lacinipolia och familjen nattflyn. Inga underarter finns listade i Catalogue of Life.

## Bildgalleri

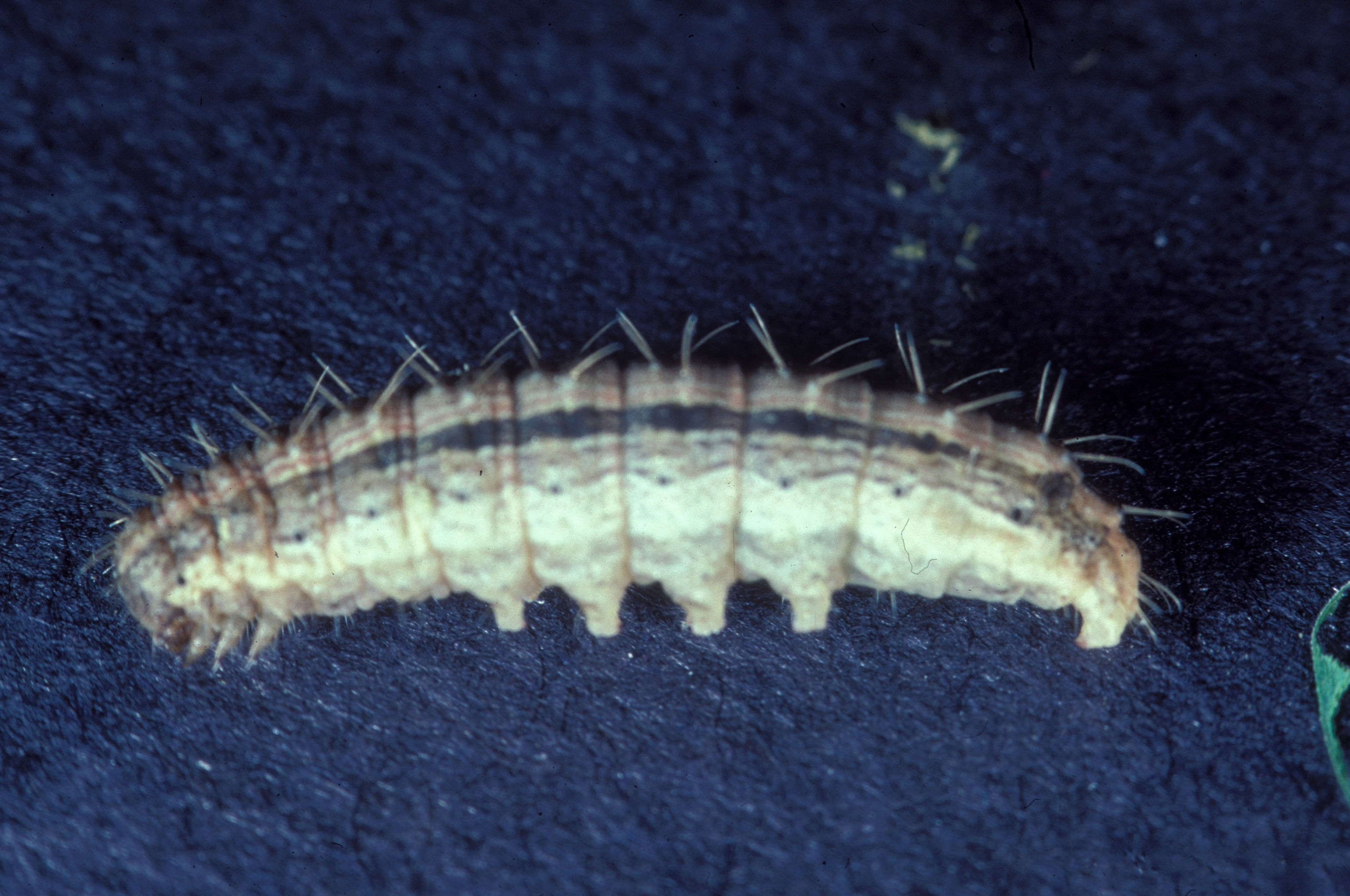
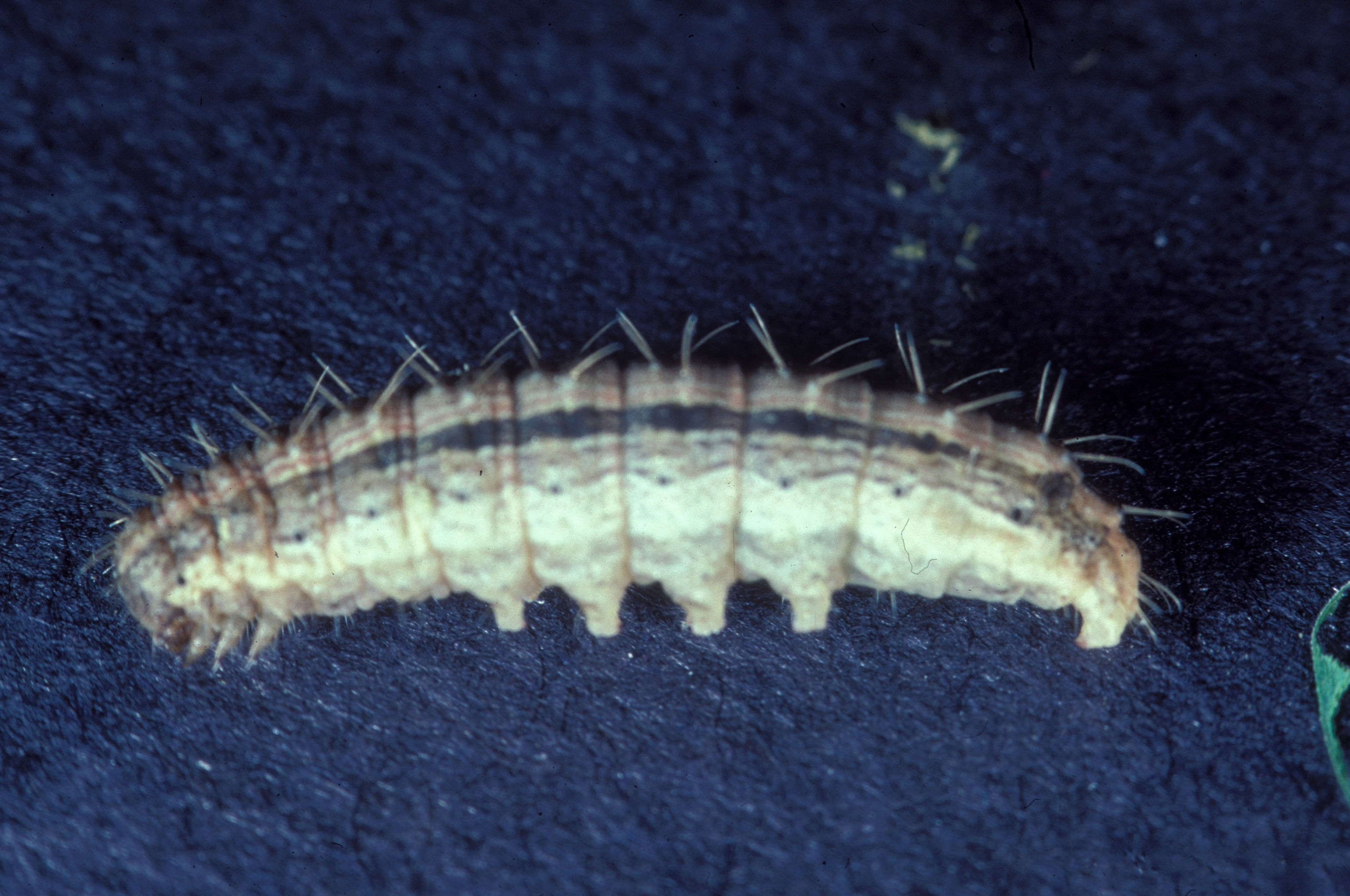